# Clathrus ruber
Clathrus ruber là một loài nấm trong chi clathrus, và các loài thuộc chi Clathrus.
Loài này có 4 danh pháp đồng nghĩa.
Chúng có quả thể nổi bật có hình dạng giống như một quả cầu tròn hoặc hình bầu dục rỗng với các nhánh lỗ mắt cáo. Nấm mọc trên cây chết, ăn cạn vật liệu cây gỗ, và thường được tìm thấy một mình hoặc theo nhóm trong rác trên đất vườn, bãi cỏ, hoặc trên bổi mục. Mặc dù được coi là một loài châu Âu, C. ruber đã được đưa vào các khu vực khác, và bây giờ có một sự phân bố rộng rãi bao gồm Bắc Phi, Châu Á, Úc, Bắc và Nam Mỹ. Các loài được minh họa trong các tài liệu khoa học trong thế kỷ 16, nhưng không chính thức được mô tả cho đến năm 1729.